# Sint-Barbarakerk (Leveroy)

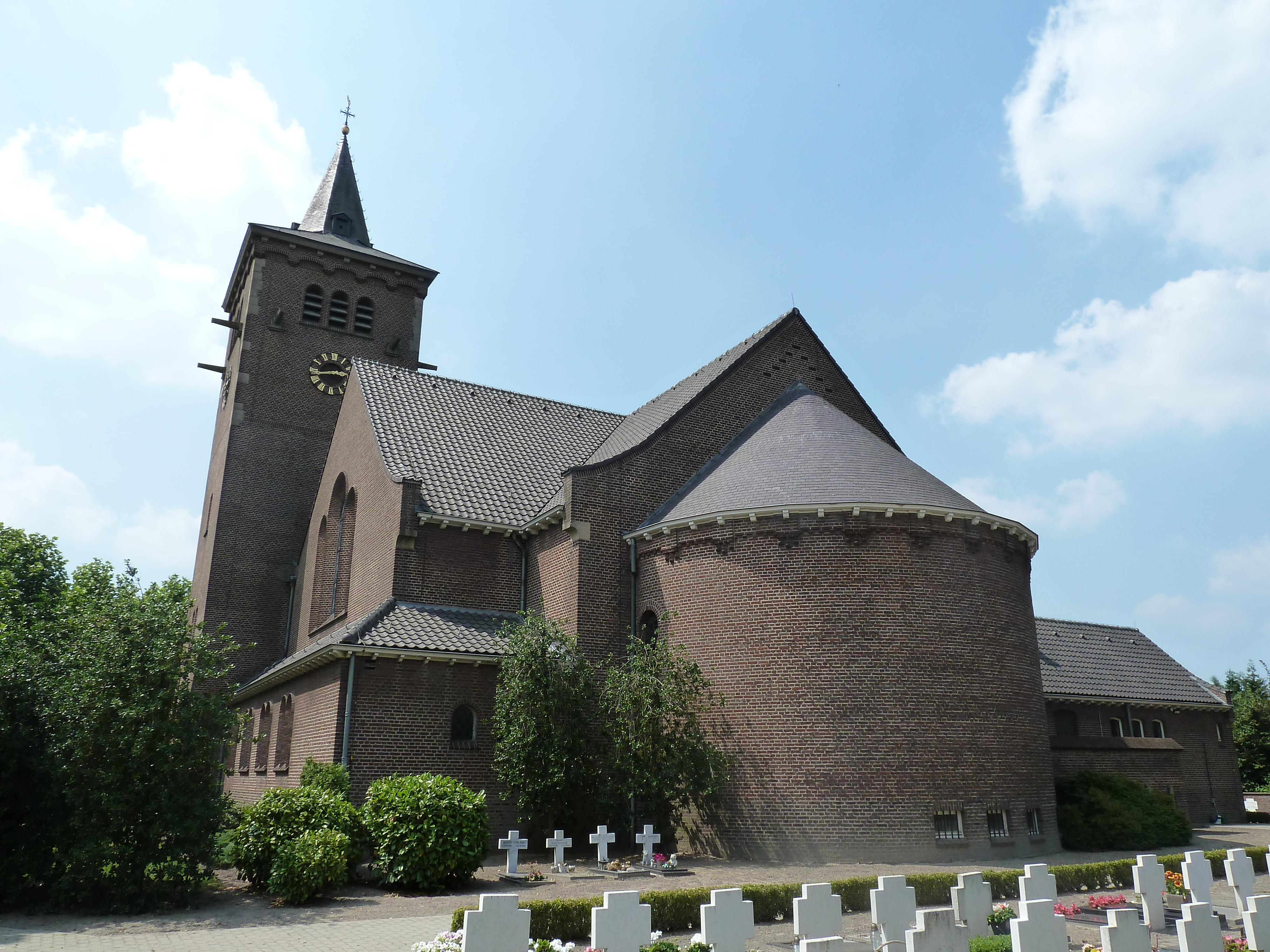
Sint-Barbarakerk

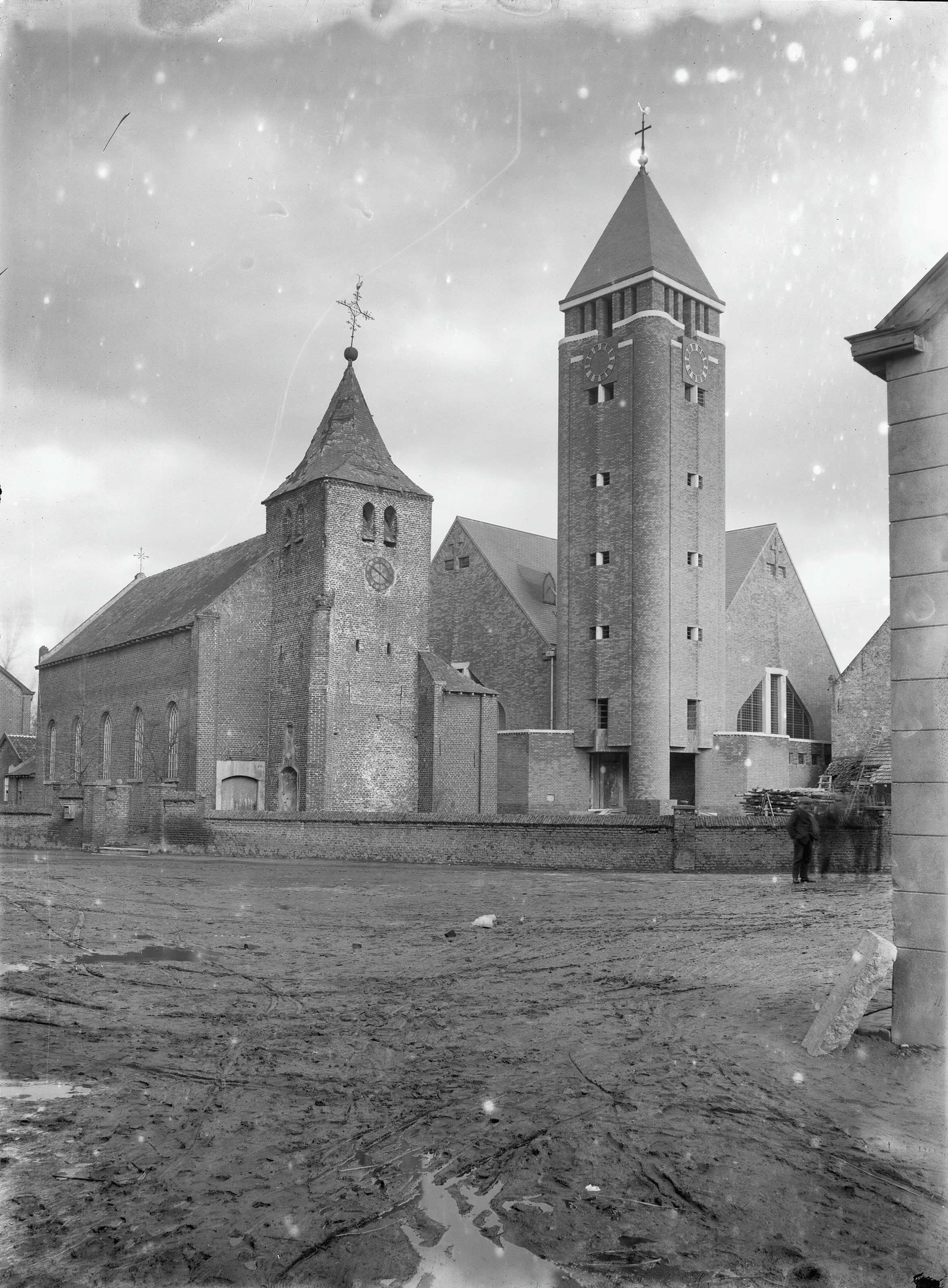
De kerk van 1839 met gotische toren (links) en de - in 1944 verwoeste - kerk van 1923 (rechts; foto uit 1924)

De Sint-Barbarakerk is de parochiekerk van de Nederlands-Limburgse plaats Leveroy, gelegen aan Dorpstraat 2.

## Geschiedenis
Mogelijk was er al in de 13e eeuw een kapel bij Leveroy. In de 15e of 16e eeuw was er een gotische kapel, die in 1620 tot parochiekerk werd verheven. Vanaf 1700 werden door Horn giften aan de parochie gedaan om het interieur te vervolmaken.
In 1839 werd de gotische kerk door een eenvoudige zaalkerk vervangen, waarbij de gotische toren behouden bleef. In 1923 werd, door Jos Wielders, een nieuwe kerk naast de oude gebouwd. In 1924 werd de oude kerk gesloopt. Wielders ontwierp een gebouw volgens de principes van de Amsterdamse School. Het was een kruiskerk met een kort schip. Het gewelf werd gesteund door betonnen spanten. Op 15 november 1944 werd de kerk opgeblazen door de zich terugtrekkende Duitse bezetter. Slechts de betonnen spanten bleven overeind staan.
Slechts de fundamenten van de kerk konden behouden blijven, de rest werd gesloopt en in 1949 werd een nieuwe, wat grotere, kerk in gebruik genomen. Ook nu was Jos Wielders de architect.
Bij de kerk staat een Heilig Hartbeeld dat werd geplaatst ter gelegenheid van de ingebruikname van de nieuwe kerk in 1925. Het beeld werd geleverd door atelier Thissen, waarschijnlijk naar een ontwerp van Albert Verschuuren.

## Gebouw
Het betreft een bakstenen kruiskerk. De aan de zijkant aangebouwde toren, die gedekt wordt door een ingesnoerde naaldspits, omvat de toegang naar de kerk. Boven de rondbogige ingang is een Barbarabeeld in reliëf aangebracht, uitgevoerd in keramiek door Renald Rats (1948). Boven het koor bevindt zich een wandschildering door H.M. Kluytmans uit 1961.
Het orgel is een Verschueren-orgel uit 1953.